# Korkoząb kieliszkowaty

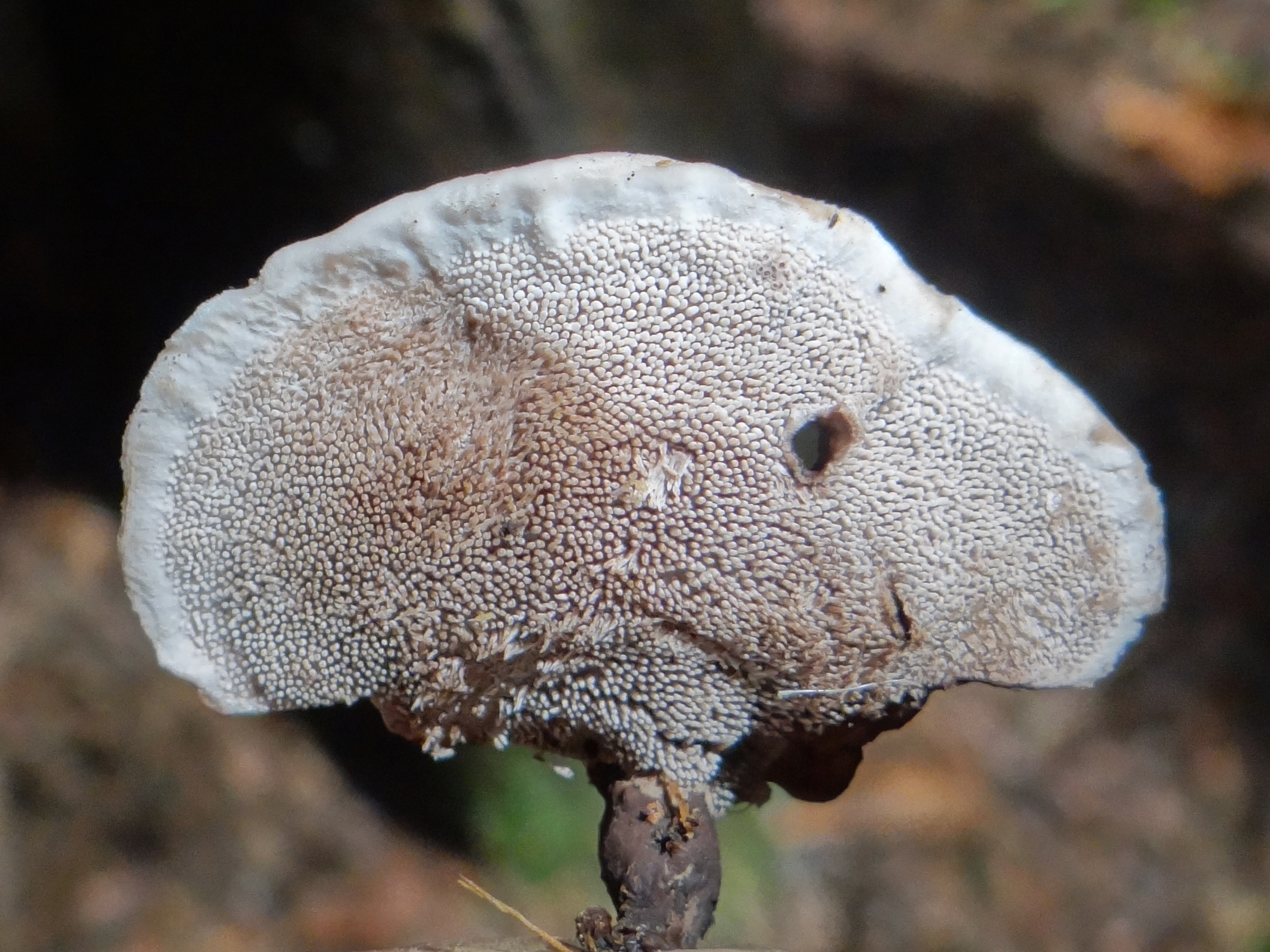

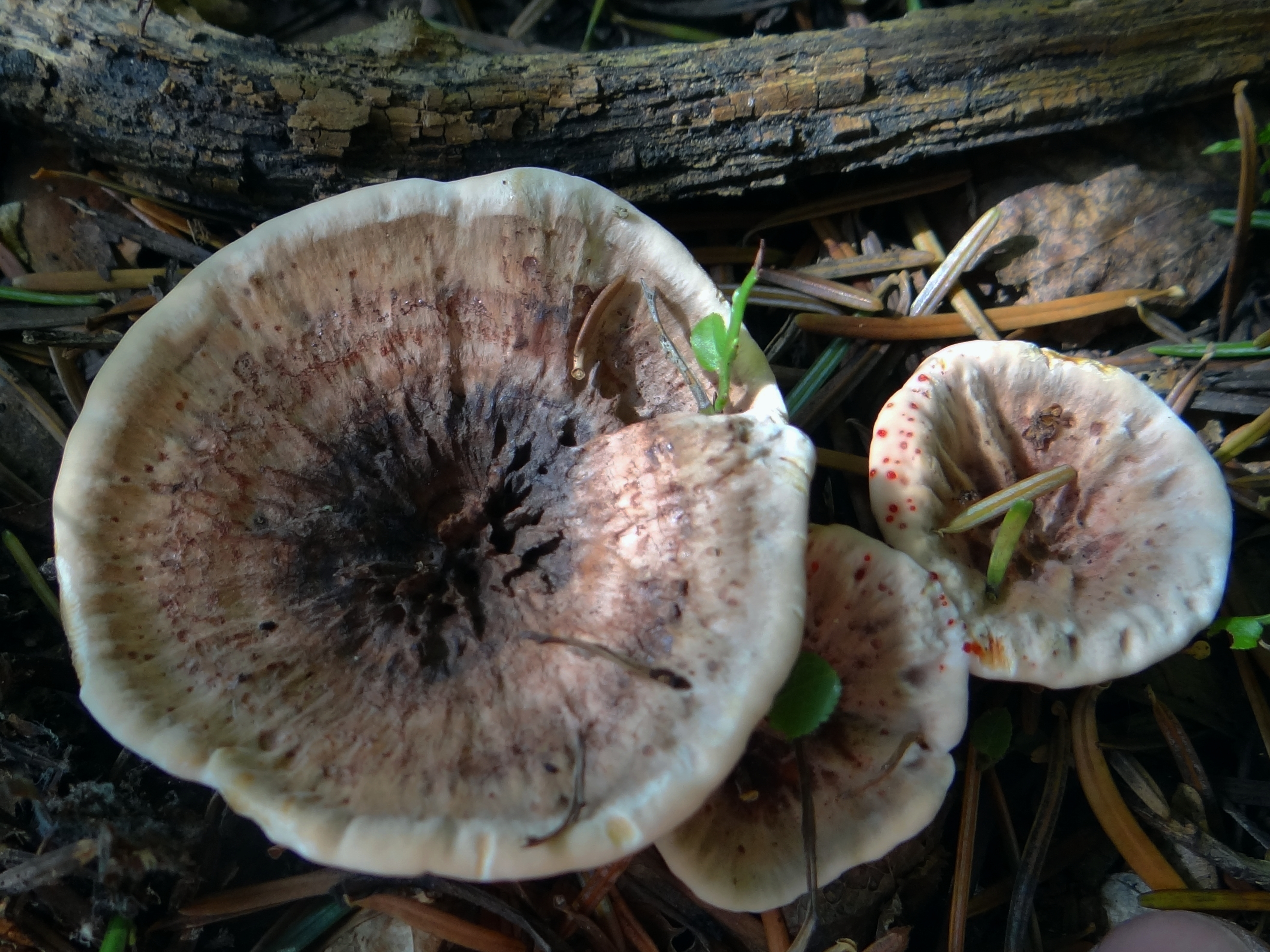

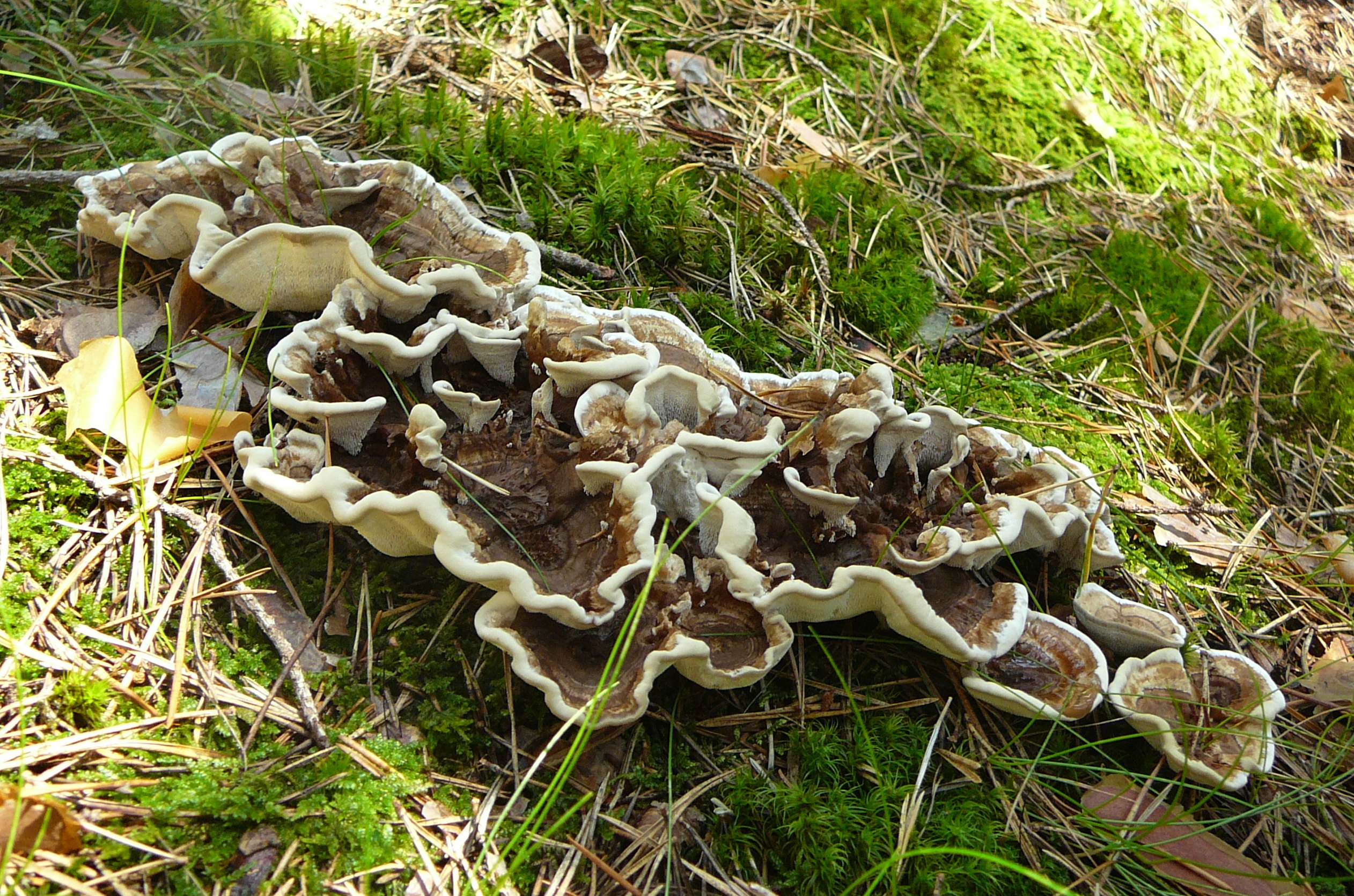
Kapelusze często rosną grupami zrastając się z sobą

Korkoząb kieliszkowaty (Phellodon tomentosus (L.) Banker) – gatunek grzybów z rodziny chropiatkowatych (Thelephoraceae).

## Systematyka i nazewnictwo
Pozycja w klasyfikacji według Index Fungorum: Phellodon, Thelephoraceae, Thelephorales, Incertae sedis, Agaricomycetes, Agaricomycotina, Basidiomycota, Fungi.
Po raz pierwszy takson ten opisany został w 1753 r. przez K. Linneusza jako Hydnum tomentosum, obecną nazwę uznaną przez Index Fungorum nadał mu w 1903 r. Søren Banker przenosząc go rodzaju Phellodon.
Synonimów ma około 30.
Nazwę polską nadali Barbara Gumińska i Władysław Wojewoda w 1983 r. W polskim piśmiennictwie mykologicznym gatunek ten opisywany był też jako kolczak kieliszkowaty i kolczak kutnerowaty.

## Morfologia
Kapelusz
Pojedynczy jest kolisty z wklęsłym środkiem i ma średnicę 2–6 cm, często jednak sąsiednie kapelusze zrastają się z sobą w nieregularny kapelusz osiągający średnicę do 20 cm. Powierzchnia matowa, pilśniowa, znajdują się na niej powrastane promieniście włókna. Jest koncentrycznie strefowana, ciemniejsza na środku, Ma barwę szarą lub czerwonawobrązową,  brzeg jest białawy.
Hymenofor
Kolczasty. Kolce mają długość do 3 mm i nieco zbiegają na trzon. U młodych owocników są białe, u starszych szarawe.
Trzon
Wysokość 1–3 cm, grubość do 0,8 cm. Jest walcowaty, prosty lub pokręcony. Powierzchnia o barwie od jasnobrązowej do ciemnobrązowej. Często sąsiednie trzony połączone są zwartą grzybnia przerastająca także podloże.
Miąższ
W kapeluszu ma barwę jasnobrązową, w trzonie czerwonawą lub ciemnobrązową. Jest strefowany. Smak i zapach gorzkawy, podczas suszenia przypomina zapach przyprawy magga.
Zarodniki
Białawe, kuliste i nieco kanciaste, o powierzchni pokrytej kolcami. Rozmiary: 3–5 × 2,5–4 μm.

## Występowanie i siedlisko
Występuje na wszystkich kontynentach na półkuli północnej i na niektórych wyspach, na półkuli południowej nie notowany. W Polsce gatunek rzadki. Znajduje się na Czerwonej liście roślin i grzybów Polski. Ma status E – gatunek wymierający. Znajduje się na listach gatunków zagrożonych także w Niemczech, Danii, Anglii, Holandii.
Rośnie na ziemi, w lasach iglastych i mieszanych, także w lasach miejskich, na igliwiu i wśród krzewinek borówki czarnej. Owocniki wytwarza od sierpnia do listopada.
Saprotrof. Grzyb niejadalny.

## Gatunki podobne
- korkoząb czarniawy (Phellodon niger). Ma owocniki ciemniejsze, o barwie od niebieskoczarnej do szaroczarnej,
- korkoząb pozrastany (Phellodon confluens). Ma barwę kremową, kawy z mlekiem, szarobrązową. Występujące głównie w lasach liściastych,
- korkoząb ciemny (Phellodon melaleucus). Ma owocniki szaroczarne i występuje na  piaszczystych glebach w borach sosnowych i świerkowych,
- kolcownica świerkowa (Bankera violascens). Ma powierzchnię  matowo pilśniowatą barwy białawej lub bladoszarobrązowej z odcieniem fioletowym. Rośnie w borach świerkowych[5].